# Roger de Beler
Roger de Beler fue un Barón del Tesoro y mano derecha de Hugo Despenser el Viejo y el rey Eduardo II de Inglaterra. Beler fue asesinado por la banda de Folville en 1326.

## Origen
Beler era hijo de William Beler, y nieto de Roger Beler, sheriff de Lincolnshire de 1255 a 1256. El nombre de su madre era Amicia. Su educación y su carrera inicial son totalmente desconocidas. La primera mención se remonta a 1316, cuando una licencia que obtuvo le permitió otorgar un derecho de instalación en Kirkby-by-Melton en Leicestershire, al tutor y capellanes de San Pedro, con la condición de que realizaran servicios religiosos en beneficio de las almas de él y de su esposa Alicia, sus padres  y otros antepasados.

## Carrera
En las disensiones civiles sobre Piers Gaveston, Beler era del partido del Conde de Lancaster, y en octubre de 1318 fue incluido en la amnistía que se concedió entonces al conde y sus seguidores. Poco después, Beler recibió una concesión de tierras en Leicestershire como recompensa por los servicios prestados al rey. En el mismo año se le asignaron los cargos de alguacil y mayordomo de Stapleford, en Leicestershire, de los que aparentemente ya era el arrendatario. En diciembre de ese mismo año formó parte de una comisión para el juicio de los alguaciles y otros oficiales acusados de opresión en los condados de Buckingham, Bedford y Northampton.
En 1322 Beler le fue concedido el título de barón del tesoro público, y se le asignó una comisión especial para juzgar a algunos de los que supuestamente habían irrumpido y saqueado las mansiones de Hugo Despenser el Viejo, y otra comisión con el mismo fin al año siguiente. En julio de 1323 fue uno de los jueces designados para investigar la conducta de los sheriffs, recaudadores y alguaciles en Northamptonshire y Rutland. En 1324 formó parte de una comisión para el juicio de personas acusadas de complicidad en un motín en Rochester.
Beler fue convocado como juez en el Parlamento de Westminster en enero de 1324 y noviembre de 1325.

## Fallecimiento
El 29 de enero de 1326, mientras se dirigía de Kirkby a Leicester, Beler fue asesinado en un valle cerca de Rearsby por su primo lejano Eustace Folville, a quien había amenazado anteriormente con violencia. Roger la Zouch, Señor de Lubbesthorpe fue nombrado como el instigador del asesinato y los ayudantes incluían dos de sus hijos, Ivo/Eudo la Zouch, el hijo mayor William la Zouche, 1.er Barón Zouche de Harringworth y Robert de Hellewell uno de los criados de William, señalando que tenía un elemento político ligado a la próxima rebelión contra los Despenseros y Eduardo II. Eustace Folville y su banda huyeron a París, y sus tierras fueron confiscadas. Folville y sus seguidores regresaron a Inglaterra quizás en la invasión de la reina Isabel de Francia en septiembre de 1326. Después de las ejecuciones de los Despenseros y la abdicación de Eduardo II a principios de 1327, Folville y su banda fueron perdonados, y se hizo célebre, aunque estuvieran con los forajidos y los que se tomaban la ley por sus manos, durante muchos años.
El asesinato de Beler no había sido un ataque aislado contra un funcionario del régimen de Despencer/Eduardo en el período previo a la invasión de 1326; en julio de 1325 el diputado del Guardián de los castillos de los Contrarios confiscados en las Marchas Galesas fue brutalmente atacado y se le arrancaron los ojos y se le rompieron las extremidades, y en octubre el alguacil del castillo de Conisborough, que mantenía encarcelados a los Contrarios, fue asediado en su iglesia.